# پنکینو
پنکینو (به لاتین: Penkino) یک منطقهٔ مسکونی در روسیه است که در استان آرخانگلسک واقع شده‌است.